# Help (Lloyd Banks)
Help è il terzo singolo del rapper statunitense Lloyd Banks estratto dall'album "Rotten Apple". È stato prodotto da Ron Browz e vi ha partecipato la cantante R&B Keri Hilson.

## Informazioni
Il singolo non ha debuttato nella chart Billboard Hot 100, ma ha raggiunto la posizione n.77 nella chart Hot R&B/Hip-Hop Songs.
Il videoclip ha debuttato nella chart della rete televisiva BET 106 & Park e anche su MTV, nella chart SuckerFree.

## Posizioni in classifica
| Chart (2006)                          | Posizione massima |
| ------------------------------------- | ----------------- |
| Billboard Hot R&B/Hip-Hop Songs (USA) | 77                |